# Едді Меркс
Едді Меркс (повне ім'я: Едуард Луї Жозеф барон Меркс, нар. 17 червня 1945 року, Менсел-Кізегем, Бельгія) — бельгійський професійний велогонщик. Меркс, якого багато хто вважає найуспішнішим і найкращим велогонщиком усіх часів, встановив кілька світових рекордів, причому деякі з них ще й досі не побито. Меркс по п'ять разів вигравав Тур де Франс і Джиро д'Італія, одного разу переміг на Вуельті (лише трьом іншим гонщикам вдавалось перемагати в усіх трьох супербагатоденках), а також тричі вигравав Чемпіонати Світу з шосейних гонок. Меркс є рекордсменом з кількості днів, проведених у жовтій майці Тур де Франс (96), а також за кількістю перемог на етапах під час одного Тур де Франс (8).
У 1969 році Меркс став першим гонщиком, який зміг в одному і тому ж Турі виграти три головні почесні майки (жовту, зелену і майку «Короля Гір»). До того ж, Едді Меркс 1969 року був достатньо молодим, щоб виграти ще й білу майку найкращого молодого гонщика, якби вона тоді існувала. 1973 року Меркс повторив цей видатний успіх на Вуельті, вигравши як золоту майку, так і обидві інші почесні майки. Меркс є одним з двох гонщиків, які виграли всі три змагання «Потрійної корони велоспорту» (Тур де Франс, Джиро д'Італія і Чемпіонат Світу) в одному році, а також одним з трьох гонщиків, яким вдавалось вигравати майку найкращого спринтера на всіх трьох супербагатоденках.
Едді Меркс отримав прізвисько «Людожер» за те, що він ніколи не грав в тактичні ігри, а завжди викладався по максимуму, прагнучи виграти кожну гонку в якій брав участь.
Багато хто вважає, що Меркс міг би одержати більше п'яти перемог на Тур де Франс. Через агресивні настрої французьких вболівальників (які були надзвичайно вражені тим, що бельгієць міг побити рекорд француза Жака Анкетіля за кількістю перемог на Тур де Франс), організатори Туру попросили Меркса не брати участь у Турі 1973 року. Він погодився і єдиний раз в своєму житті проїхав іспанську Вуельту, яку впевнено виграв. 1975 року Меркс також претендував на перемогу у загальному заліку, але став жертвою нападу. Меркс втримував жовту майку протягом 8 днів, але під час 14-го етапу вболівальник з натовпу вдарив його в область печінки. На додачу до цього, в результаті зіткнення з данським гонщиком Оле Ріттеном Меркс зламав щелепу. Незважаючи на неможливість споживати тверду їжу (та майже повну неможливість говорити), Меркс не зійшов з гонки, закінчив її другим в загальному заліку і навіть намагався атакувати позиції лідера під час останнього етапу.

## Головні перемоги

### Супербагатоденки (11)
- 5× Тур де Франс, 34 перемоги на етапах.
- 5× Джиро д'Італія, 24 перемоги на етапах.
- 1× Вуельта, 6 перемог на етапах.

### Інші багатоденні перегони
- 1× Тур Швейцарії
- 2× Тур Бельгії
- 3× Париж-Ніца
- 1× Тур Романдії
- 1× Критеріум Дофіне-Лібере
- 1× Міді Лібре
- 4× Тур Сардинії

### Класичні велоперегони (28)
- 7× Мілан-Сан Ремо
- 2× Тур Фландрії
- 3× Париж-Рубе
- 5× Льєж-Бастонь-Льєж
- 2× Джиро Ломбардії
- 2× Амстел Ґолд Рейс
- 3× Ля Флеш Валлонь
- 1× Париж-Брюссель
- 3× Гент-Вевельгем

### Чемпіонати Світу
- 3×   Чемпіон світу з велоперегонів
- 1×   Чемпіон світу з велоперегонів серед аматорів.

### Перегони на треку
- 17 шестиденних перегонів
- 3× Чемпіонати Європи
- 7× Чемпіонати Бельгії з медісон-гонок (з Патріком Серку)